# Štadión na Sihoti
Das Štadión na Sihoti (voller Name: Mestský futbalový štadión na Sihoti) ist ein Fußballstadion in der slowakischen Stadt Trenčín. Es liegt direkt unterhalb der Burg Trenčín und ist die städtische Spielstätte des Fußballvereins FK AS Trenčín. Der Name Sihoť geht auf die zweitgrößte Siedlung in Trenčín zurück, die im Stadtteil Sever (deutsch Norden) liegt. 

## Geschichte
Das Stadion wurde in den 1960er Jahren gebaut und hatte ursprünglich eine Kapazität von 18.000 Zuschauern, nach gesetzlichen Einschränkungen in der Slowakei nutzt man heute nur die Haupttribüne. Der Eigentümer des Stadions ist die Stadt. Das Spielfeld ist 105 m lang und 68 m breit. Die Beleuchtungsstärke der Flutlichter beträgt 1.100 Lux. Das Stadion von Trenčín war einer von vier Austragungsorte der U-21-Fußball-Europameisterschaft 2000. Im Sommer 2011 wurden etwa 300.000 Euro investiert um dem Aufsteiger FK AS Trenčín die Teilnahme an der ersten slowakischen Liga zu ermöglichen. Die Stadt hat dem Verein angeboten, ihm das Stadion nach dem Neubau zu schenken. 
Im November 2014 rückten die Baumaschinen zum Abriss von drei der vier Ränge an. Der Umbau wird danach in zwei Phasen ablaufen. Bis zum Jahresende wird die überdachte Haupttribüne im Westen übrig bleiben. So kann der Spielbetrieb während des Umbaus aufrechterhalten werden. Es werden drei neue Tribünen entstehen, die nach dem späteren Neubau der Haupttribüne aus der weitläufigen Sportstätte mit Hintertorkurven ein reines Fußballstadion machen. Nach der Renovierung sollte das Stadion 10.500 Plätze bieten. Insgesamt sollte der Kostenrahmen der Bauarbeiten 6,3 Millionen Euro betragen, von denen der FK AS Trenčín 3,9 Millionen Euro übernehmen wird. Der Rest wird durch ein Stadionförderungsprojekt vom slowakischen Staat finanziert. Die Stadt beteiligt sich nicht an den Kosten. Der Verein und die Stadt müssen sich vor dem Baustart noch über den Kaufpreis für das Bauland einigen.
Von 2017 bis 2021 wurde das Stadion renoviert und in ein reines Fußballstadion umgebaut. Nur die Haupttribüne blieb von der alten Bausubstanz erhalten.